# Kirio
Kirio est une commune située dans le département de Kiembara de la province du Sourou au Burkina Faso.